# بارت فان روي
بارت فان رويج هو لاعب كرة قدم هولندي يلعب كمدافع لنادي إن إي سي نيميخن والمنتخب الهولندي. 